# Église Saint-Jean-Baptiste de Burgy
L'église Saint-Jean-Baptiste est une église romane située sur le territoire de la commune de Burgy, en Haut-Mâconnais, dans le département français de Saône-et-Loire et la  région Bourgogne-Franche-Comté. 
Elle relève de la paroisse Notre-Dame-des-Coteaux-en-Mâconnais (qui a son siège à Lugny).

## Historique

### Période ancienne
L'église Saint-Jean-Baptiste de Burgy, au profil roman typique, trapu et solide, a été érigée, selon les sources, au XIIe siècle (même si le mur nord de la nef, sur lequel sont plaquées de grandes arcades en plein cintre à l'intérieur de l'édifice, pourrait être antérieur : Xe siècle ?).
Aujourd'hui isolée des maisons du village (celui-ci a été reconstruit à son emplacement actuel à la fin du Moyen Âge), elle se trouve à une altitude de 400 mètres, en un point dominant dénommé « Le Belvédère » d'où la vue donne d'un côté sur la vallée de la Saône et, de l'autre, sur le vignoble de Lugny et les monts du Mâconnais.
Elle dépendit longtemps de Vérizet (siège de l'archiprêtré du même nom), avant que le village de Burgy ne soit érigé en paroisse indépendante (XVIIIe siècle) et ne soit finalement rattaché pour le culte, après la Révolution française, à Lugny.
Au milieu du XVIIIe siècle, cette église fut remplacée par une autre, édifiée parmi les maisons du bourg : « En 1730, on commença à bâtir une église auprès des maisons et de la cure ; elle fut achevée en 1740, le tabernacle, le Saint-Sacrement et les fonts baptismaux y furent placés, et toutes les fonctions curiales s'y font. » écrivait le curé de Burgy au milieu du XVIIIe siècle. Il n'en reste aucune trace.

### Histoire récente
Au milieu du XIXe siècle, Burgy étant rattaché à Lugny pour le culte, l'église bénéficia d'une importante remise en état à l'initiative de l'abbé Jean-Claude Naulin, curé-archiprêtre de Lugny de 1845 à 1854. 
Fin 1976, la toiture du clocher fut intégralement déposée (et sa charpente reprise) de façon à pouvoir bénéficier de la pose de belles laves roses récupérées sur une toiture désaffectée d'un bâtiment du bourg. À cette occasion, une girouette (datée de 1827) retrouvée parmi divers accessoires entreposés dans la sacristie put reprendre place, en coiffant la croix de métal préalablement réparée sur son socle au sommet du clocher. De janvier à mars 1977, l'ensemble des autres toitures bénéficieront elles aussi de travaux de rénovation (nef, bas-côtés du clocher, sacristie, chœur, abside et contreforts), toutes pareillement couvertes de laves.
De mars 2017 à avril 2018, l'église a fait l'objet de travaux de restauration qui ont porté, notamment, sur une reprise d'une partie de la toiture de laves de l'édifice et la pose d'un paratonnerre au sommet du clocher ainsi que, à l'intérieur, sur la mise à nu des pierres des murs de la nef et une reprise de la voûte sur croisée d'ogives séparant le chœur de la nef.
En 2020, ainsi que 126 autres lieux répartis sur le territoire du Pôle d'équilibre territorial et rural (PETR) Mâconnais Sud Bourgogne, l'église, qui relève de la paroisse Notre-Dame-des-Coteaux-en-Mâconnais (qui a son siège à Lugny), a intégré les « Chemins du roman en Mâconnais Sud Bourgogne » et bénéficié de la pose d'une signalétique spécifique.

## Protection
Elle fait l'objet d'un classement au titre des monuments historiques depuis le 8 juin 1979.

## Architecture

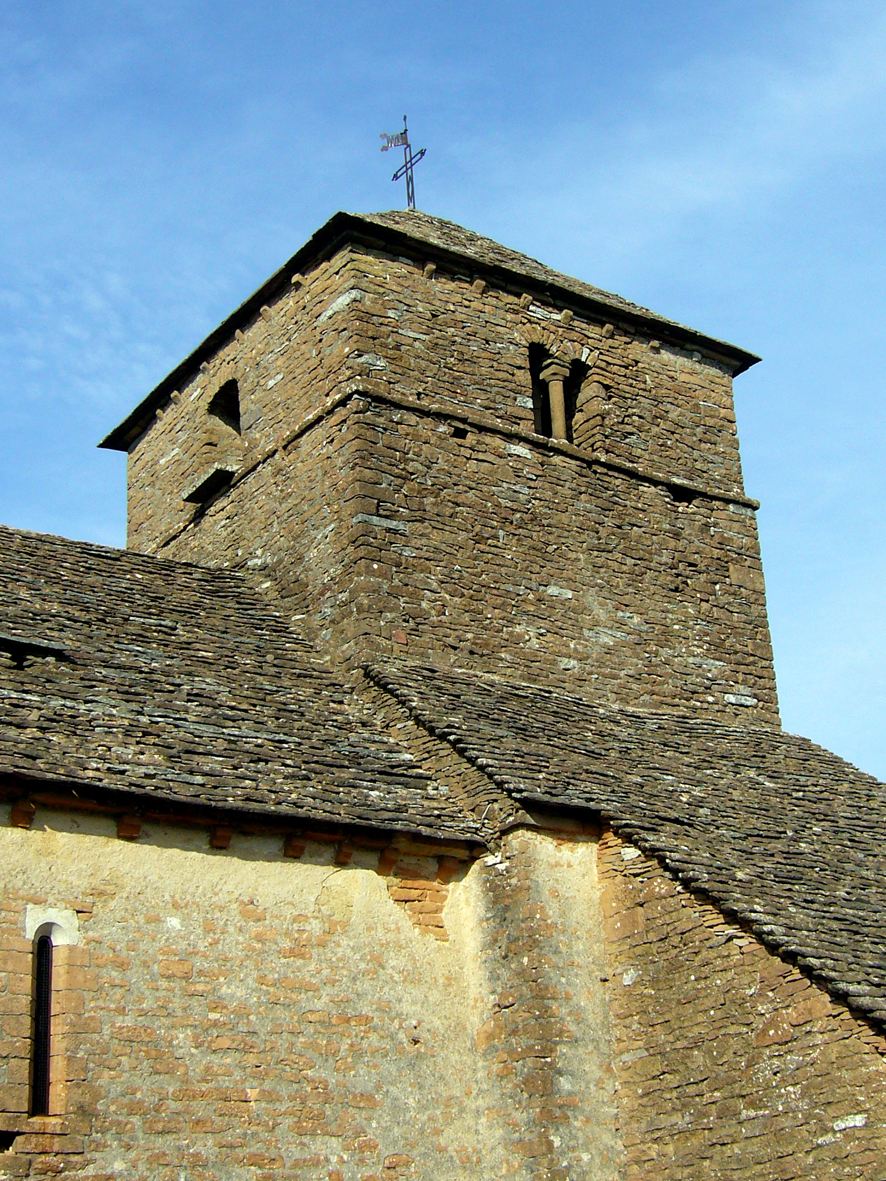
Le clocher « solide, simple et puissant » de l'église de Burgy.

L'église se compose d'une nef unique, d'une travée sous clocher et d'une abside semi-circulaire (agrandie et reconstruite au XIXe siècle, époque où l'église fut rénovée).
Son clocher, comme l'église, se veut solide, simple et puissant ; il abrite une cloche ayant été fondue en 1924. Au beffroi, au-dessus d'un cordon : soit une baie géminée simple dépourvue d'ornements (au sud et au nord), soit une ouverture large mais rectangulaire.
« Simplette, comme tassée sur elle-même et honteuse d'une situation si élevée, elle est bien du pays ! Pas de contreforts à la nef, des modillons tout de guingois, un clocher carré massif et partout la même pierre, murs et toits. » a écrit Fernand Nicolas.
Le chœur, auquel on accède par un arc triomphal aux formes brisées, se termine par une abside semi-circulaire voûtée en cul-de-four brisé, reconstruite et agrandie au XIXe siècle.
À l'intérieur, statue en pierre polychrome de saint Jean-Baptiste. 
Le décor peint par l'artiste Michel Bouillot (1929-2007), réalisé aux alentours de 1950 à la demande du chanoine Joseph Robert, curé-archiprêtre de Lugny, a disparu ; il ornait le mur nord et une partie du mur ouest de la nef et représentait les Mystères joyeux de la Vierge d'après saint Luc, à l'époque où, à l'initiative de la communauté pastorale de Lugny, on récitait régulièrement le Rosaire dans l'église. Malheureusement, cette initiative fut un échec : les habitants n'acceptèrent pas les fresques que l'artiste réalisait dans leur église et son travail fut interrompu (les fresques seront détruites au début des années 1970).

## Culte
Édifice consacré du diocèse d'Autun relevant de la paroisse Notre-Dame-des-Coteaux en Mâconnais (siège à Lugny) – qui en est affectataire au titre de la loi de 1905 –, l'église de Burgy est, plusieurs siècles après sa construction, un lieu de culte catholique.